# 圣弥额尔总领天使堂 (芝加哥)
圣弥额尔总领天使堂（英语：Saint Michael the Archangel Catholic Church）是一座罗马天主教教堂，位于芝加哥南区E. 83rd Street and S. South Shore Drive。
该堂为哥特式风格，与圣母无原罪堂为芝加哥南区两座大型波兰教堂。
该堂创建于1892年，以纾解圣母无原罪堂的挤迫，主要服务于该区的波兰裔钢铁工人。1980年代钢铁厂关闭后，该堂主要服务于拉美裔。

## 建筑

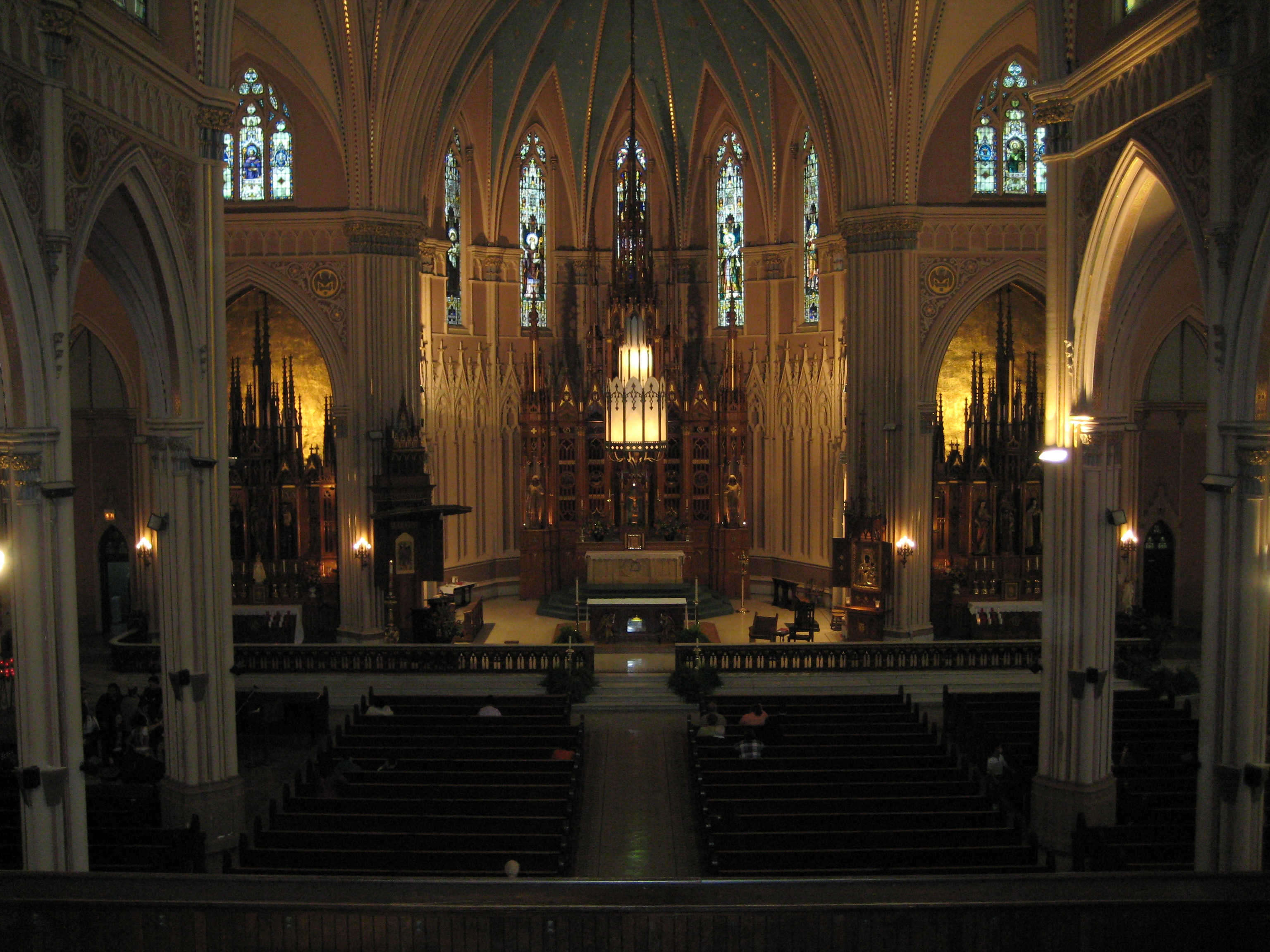
祭台

目前的教堂建于1907-1909年，由威廉·J·布林克曼设计。堂内有2000个座位。哥特式立面，尖顶模仿了克拉科夫圣母圣殿。美国钢铁公司捐赠了所需的钢铁，因为90％的教友在钢铁厂工作。
1960年代初，波兰人的主保圣人琴斯托霍瓦的黑色聖母像从波兰来到该堂。
花窗玻璃出自德国慕尼黑的赛特勒之手。其中东、西耳堂的花窗玻璃是芝加哥最大最美的，分别描绘五旬节和最后审判时的圣弥额尔。